# George Owen Mackie
George Owen Mackie (* 20. Oktober 1929 in Lincolnshire; † 25. August 2023) war ein britisch-kanadischer Zoologe und Meeresbiologe, der sich mit Quallen und marinen Wirbellosen befasste.

## Biografie
Der Vater von George Mackie war Frederick Percival Mackie (1875–1944), ein Arzt beim Indian Medical Service, Fellow der Royal Society of Canada und Spezialist für Tropenkrankheiten. 1940 wurde George Mackie wegen des Zweiten Weltkriegs nach Kanada evakuiert und kehrte erst 1944 zurück. Er studierte Zoologie am St. Johns College der Universität Oxford mit Bachelor-Abschluss 1953, Master-Abschluss und Promotion in Oxford 1957. Er heiratete seine Kommilitonin Gillian Faulkner, mit der er fünf Kinder hatte und 1956 nach Kanada auswanderte, wo beide an der University of Victoria lehrten. Davor lehrte er bis 1968 an der University of Alberta.
Mackie befasste sich unter anderem mit der Fortbewegung von Quallen und anderen marinen Wirbellosen und deren neuromuskulärer Basis und der Rolle von Außenhäuten (Epithelien) bei der Kommunikation untereinander. Mit Robert Meech entdeckte er bei der Qualle Aglantha digitale Axione zwei Arten von Aktionspotentialen, für schnelles Schwimmen (mit Natriumionen) und für langsames Schwimmen (mit Calciumionen). Mit Sally Lees fand er, dass Glasschwämme (Hexactinella) elektrische Ströme durch ihren Körper leiten, die die Flagellen und damit den Nahrungsstrom kontrollieren.
Mackie arbeitete häufig mit dem befreundeten Meeresbiologen Quentin Bone zusammen.
Er war Fellow der Royal Society  (1991) und der Royal Society of Canada (1982).